# 뤼테알
뤼테알(프랑스어: Luthéal)은 변형 피아노의 일종으로, 일반적인 그랜드피아노에 장착할 수 있는 장치를 이용한다. 파이프오르간과 같이 스톱을 조절함으로써 침발롬과 같은 소리를 내거나, 하모닉스 현상을 이용하는 등 음색을 바꿀 수 있게 하는 장치이다. 이는 작동방식이 매우 섬세하여 꾸준한 관리를 필요로 하기 때문에 잘 쓰이지 않게 되었다. 고전음악 작품 중 뤼테알이 쓰인 것은 모리스 라벨의 《어린이와 마법》과 《치간》 뿐이다.